# Vanessa Kaiser
Vanessa Olimpia Kaiser Barents-Von Hohenhagen  (Santiago de Chile; 25 de octubre de 1977) es una columnista y política chilena que se desempeñó como concejal de Las Condes, desde 2024 milita en el Partido Nacional Libertario el cual fue fundado por su hermano Johannes.

## Biografía
Es hija de Hans Christian (conocido como Juan Cristián) Kaiser Wagner y de Rosemarie Barents-von Hohenhagen y Haensgen. Sus abuelos paternos fueron Rosemarie Wagner Schilling, una germano-chilena de cuarta generación, y su marido el inmigrante alemán Friedrich Ernst Kaiser Richter, de tendencia socialdemócrata, llegó como refugiado desde Alemania a Chile en 1936, escapando del gobierno nacionalsocialista antes la Segunda Guerra Mundial y previendo su estallido.
Se casó con su esposa en abril de 1939 y se instaló en Villarrica en el sur del país, donde fue electo como el 9° alcalde de la ciudad posteriormente, ejerciendo entre mayo de 1956 y octubre de 1957. Su padre militó en el Partido Nacional, siendo dirigente de las juventudes.
Sus hermanos son Axel Kaiser, abogado y escritor chileno, Johannes Kaiser, diputado, youtuber y fundador del Partido Nacional Libertario Leif Kaiser, líder de la Asociación Chilena del Rifle y otros tres hermanos de bajo perfil.
Tiene una Maestría en Filosofía, un Doctorado en Ciencias Políticas y un Doctorado en Filosofía.
Es la Directora Ejecutiva del Centro de Estudios Libertarios de Chile (CEL),  y columnista de El Líbero y El Mostrador. Vanessa ha dado una conferencia en la Fundación para el Progreso (FPP), donde ha destacado al liberalismo como el "verdadero salvador de la sociedad".
Ocupó la cátedra Hannah Arendt de la Universidad Autónoma de Chile entre 2018 y 2021.
Fue elegida concejal de Las Condes en 2021 y renuncia en 2022 por motivos personales.
El 18 de octubre de 2021 fue mencionada por Radio Bío-Bío como posible ministra de un eventual gobierno de José Antonio Kast. Firmó la Carta de Madrid, un documento elaborado por el partido español de extrema derecha Vox que describe a los grupos de izquierda como enemigos de Iberoamérica involucrados en un "proyecto criminal" que están "bajo el paraguas del régimen cubano".

## Obras

### Libros
- «En vez de una sola mirada». Santiago, Editorial RIL, 2011.[22][23]
- «Que no te rompan el corazón». Santiago, 2018.[24]
- «El Progresismo y la Cultura de la Muerte. Claves para entender el proyecto ideológico y político de la Nueva Izquierda». Editorial Conservadora, Santiago 2024, ISBN 978-956-6172-32-1.

### Artículos
- «Populismo en América Latina. Una revisión de la literatura y la agenda». Revista de Ciencias Sociales de la Universidad Austral. N°17. 2017.[25]
- «La pluralidad humana en tanta condición per quan de la vida política». Revista Académica Universitaria de la Academia de Humanismo Cristiano. N°20. Volumen. 85. 2015.[26]
- «George Kateb, Dignidad Humana». Volumen. 32. N°1. Prensa de la Universidad de Harvard, 2011.[27]
- «El Neomercantilismo como modelo de mercado en Latinoamérica». Revista Pléyade (Pontificia Universidad Católica de Chile). N°5. 2010.[28]